# Медаль «За веру и верность»
Медаль «За веру и верность» — медаль Российской империи, предназначенная для награждения лояльного населения национальных окраин.

## Основные сведения
Медаль «За веру и верность» учреждена 23 мая (4 июня) 1833 года указом Николая I. Указ об учреждении был сообщён министром Императорского Двора П. М. Волконским министру финансов Е. Ф. Канкрину.

## Порядок награждения
Известен всего один случай вручения данной награды: в июле 1833 года наградили четырёх жителей Царства Польского — некоего Иосифа Врубеля и трёх крестьян. Награждены они были «за усердие и преданность, к законному правительству оказанные, за участие в задержании вооруженных бродяг и злоумышленников, а также в доведении до сведения начальства о появлении около селения Будзиски шайки бродяг». Хотя справочные издания и каталоги указывают на существование данной медали в период Александра II и Александра III, награждения в их царствования неизвестны.

## Описание медали
Медали сделаны из серебра. Диаметр 28 мм. На лицевой стороне медали изображён обращённый вправо портрет Николая I. Вдоль края медали по окружности надпись «Б.М.НИКОЛАЙ I ИМП. ВСЕРОСС.». На медалях, которыми могли награждать в период Александра II и Александра III соответственно должны были быть их портреты и имена. На оборотной стороне медали надпись в четыре строки: «ЗА ВѢРУ И ВѢРНОСТЬ», под ней — черта.
Медали для известного случая награждения чеканились на Санкт-Петербургском монетном дворе в мае 1833 года.

## Порядок ношения
Медаль имела ушко для крепления к колодке или ленте. Носить медаль следовало на груди. Использовалась лента ордена Святого Станислава.

## Комментарии
1. ↑  Медальеры, работавшие над медалями в царствование Александра III.